# Comuna Holstebro
Holstebro (Holstebro Kommune) este o comună din regiunea Midtjylland, Danemarca, cu o suprafață totală de 801,55 km².